# Sosiad
Sosiad (Susiaz en aragonés) es una localidad ya despoblada dentro de La Fueva, Sobrarbe, provincia de Huesca, Aragón, España.
Sosiad lo conforman dos casas, que son la Casa Montalbán y la Casa Salinas, bien juntas entre ellas, con algunas bordas y pajares alrededor. Se sitúan en el lado de la pista que comunica Arro con Tierrantona por debajo del cerro de Muro pasando por masías como La Plana y Pamporciello. Sosiad se encuentra a unos 500 m de La Plana y a poco más de 1 km de La Corona, en el altiplano entre los cerros de Muro, el de Charo y el de Griébal, al oeste de la hondonada de La Fueva.
Como La Plana, La Corona, Montero y algunas otras masías que hay en los alrededores, Sosiad formó parte del municipio de Muro de Roda antes de que se fusionase con La Fueva en la década de 1960.